# دن پیپین
دن پیپین (انگلیسی: Dan Pippin؛ زاده ۲۰ اکتبر ۱۹۲۶ درگذشته ۱ آوریل ۱۹۶۵) یک بازیکن بسکتبال اهل ایالات متحده آمریکا بود.